# Attica Locke

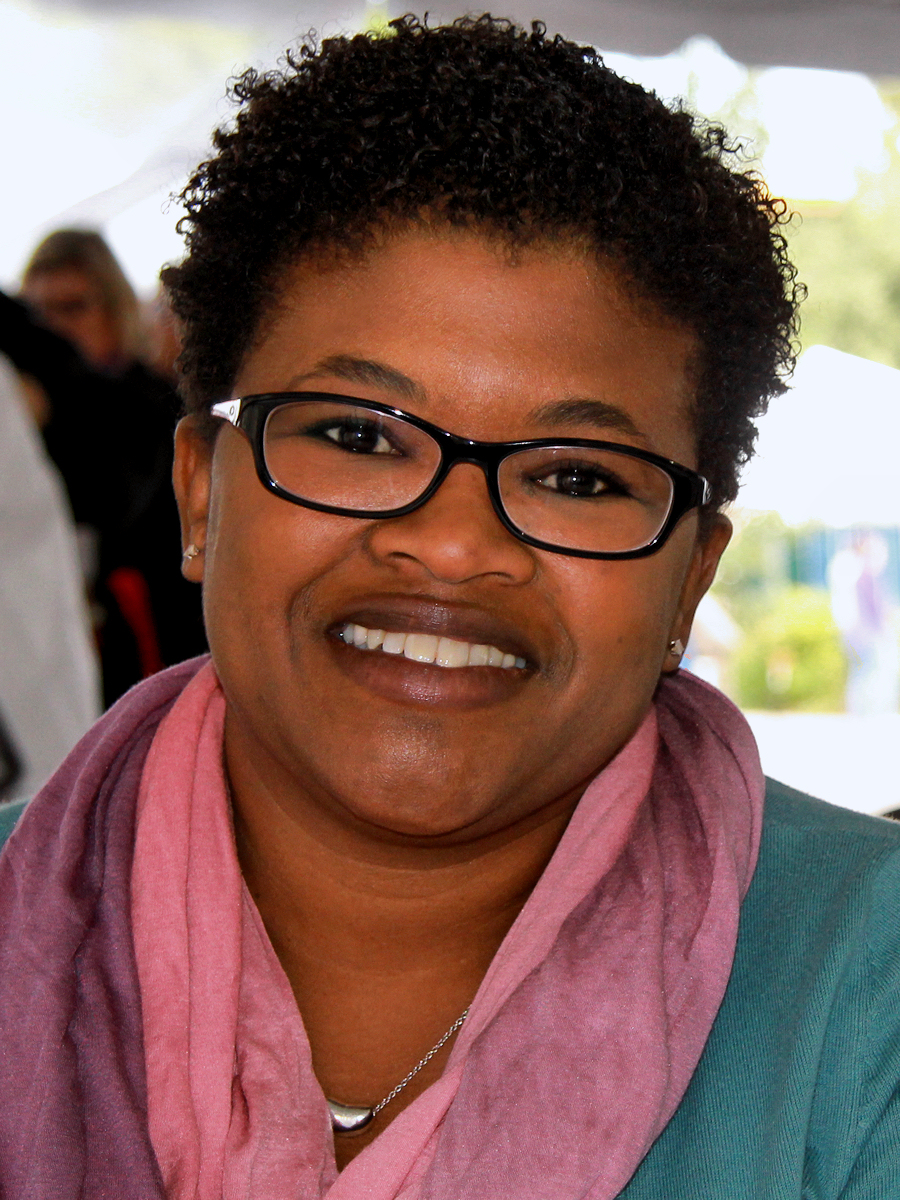
Attica Locke (2012)

Attica Locke (geboren 1974  in Houston) ist eine US-amerikanische Schriftstellerin und Drehbuchautorin.

## Leben
Attica Locke studierte an der Northwestern University und war Fellow am Feature Filmmakers Lab des Sundance Institute. Sie schreibt Scripts für verschiedene Medienunternehmen, darunter mehrere Episoden in verschiedenen Staffeln der Fernsehserie Empire, die sie auch produziert.
Lockes erster Roman Black Water Rising wurde mehrfach für Buchpreise nominiert und stand auf der Shortlist des britischen Orange Prize. Für Bluebird, Bluebird über einen schwarzen Texas Ranger gewann sie 2018 mit dem Edgar Allan Poe Award und dem Anthony Award für den besten Kriminalroman des Jahres zwei der renommiertesten Krimipreise.
Locke lebt mit Mann und Tochter in Los Angeles. Die Schauspielerin Tembi Locke ist eine Schwester.

## Werke
- Black Water Rising. Harper Collins, 2009
- The Cutting Season. Harper Collins, 2012
- Pleasantville. Harper Collins, 2015
  - Pleasantville. Der zweite Fall für Anwalt Jay Porter. Kriminalroman. Übersetzung Andrea Stumpf. Stuttgart: Polar, 2022
- Bluebird, Bluebird. Mulholland, 2017
  - Bluebird, Bluebird. Aus dem Amerikanischen von Susanna Mende; Polar Verlag, Stuttgart 2019. ISBN 978-3-945133-71-2
- Heaven, My Home. Mulholland, 2019
  - Heaven, My Home. Aus dem Amerikanischen von Susanna Mende; Polar Verlag, Stuttgart 2020. ISBN 978-3-945133-91-0

## Belege
1. ↑  Edgar Awards: Best Novel Awards Histo (Memento des Originals vom 27. November 2020 im Internet Archive)  Info: Der Archivlink wurde automatisch eingesetzt und noch nicht geprüft. Bitte prüfe Original- und Archivlink gemäß Anleitung und entferne dann diesen Hinweis., fantasticfiction.com, abgerufen am 15. Dezember 2020.

| Personendaten    | Personendaten                     |
| ---------------- | --------------------------------- |
| NAME             | Locke, Attica                     |
| KURZBESCHREIBUNG | US-amerikanische Schriftstellerin |
| GEBURTSDATUM     | 1974                              |
| GEBURTSORT       | Houston                           |